# Diébé
Diébé es una localidad y comuna del círculo de Dioila, región de Kulikoró, Malí. Su población era de 10.866 habitantes en 2009.